# ポーランド科学アカデミー

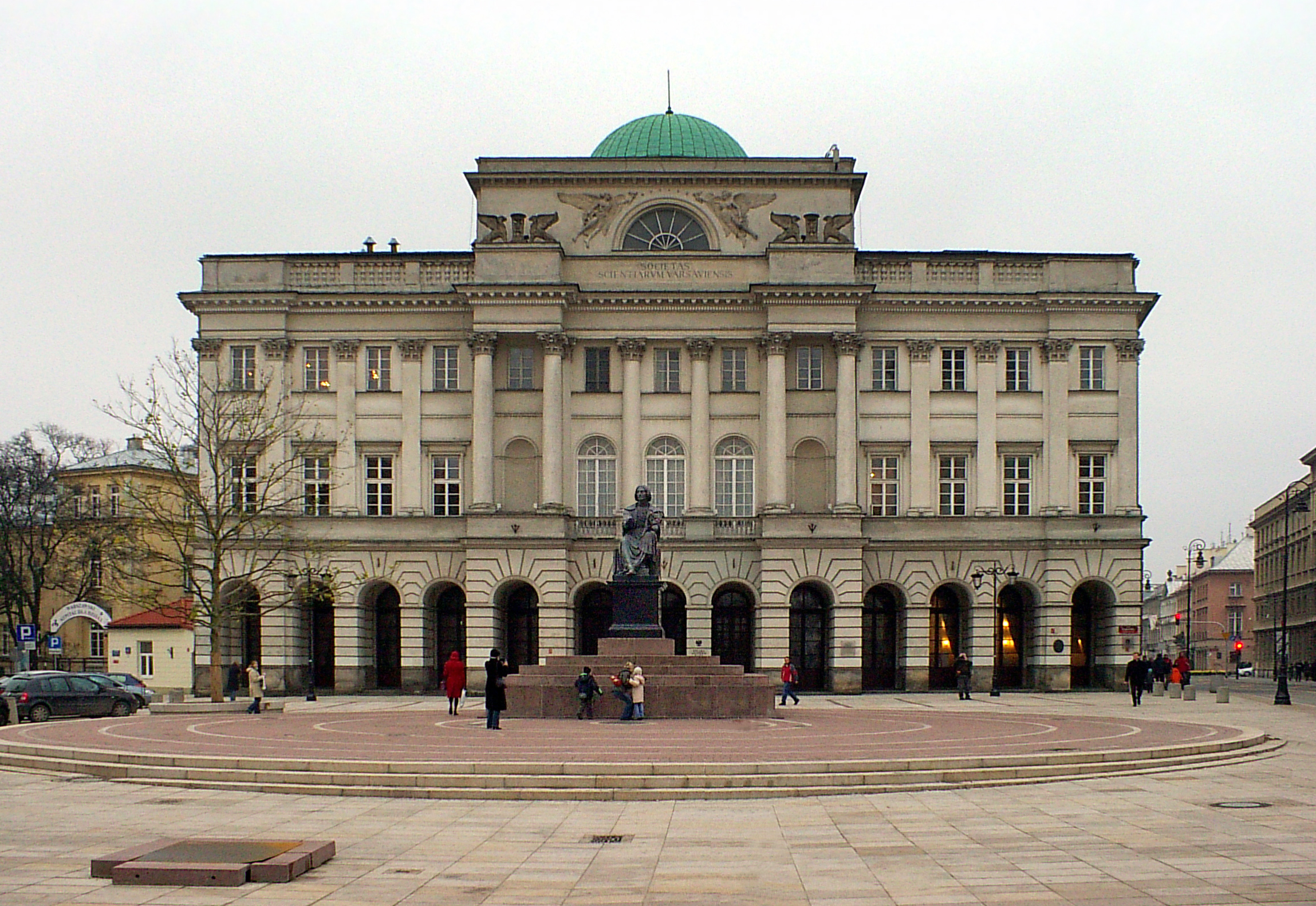
ワルシャワ中心街のStaszic Palaceに本部が置かれている。手前の像はベルテル・トルバルセン作製のニコラウス・コペルニクス像

ポーランド科学アカデミー（ポーランド語: Polska Akademia Nauk, PAN、英語: Polish Academy of Sciences）はワルシャワに本部を置くポーランドの国立科学アカデミー。

## 歴史
ポーランド科学アカデミーは1952年に複数の学会が合併して設立した。合併された学会にはクラクフに本部を置くPolish Academy of Learning（Polska Akademia Umiejętności, PAU）や18世紀後半に設立したWarsaw Society of Friends of Learningが含まれていた。
1989年、PAUがポーランド科学アカデミーから脱退し、独立した存在となった。

## 主なメンバー

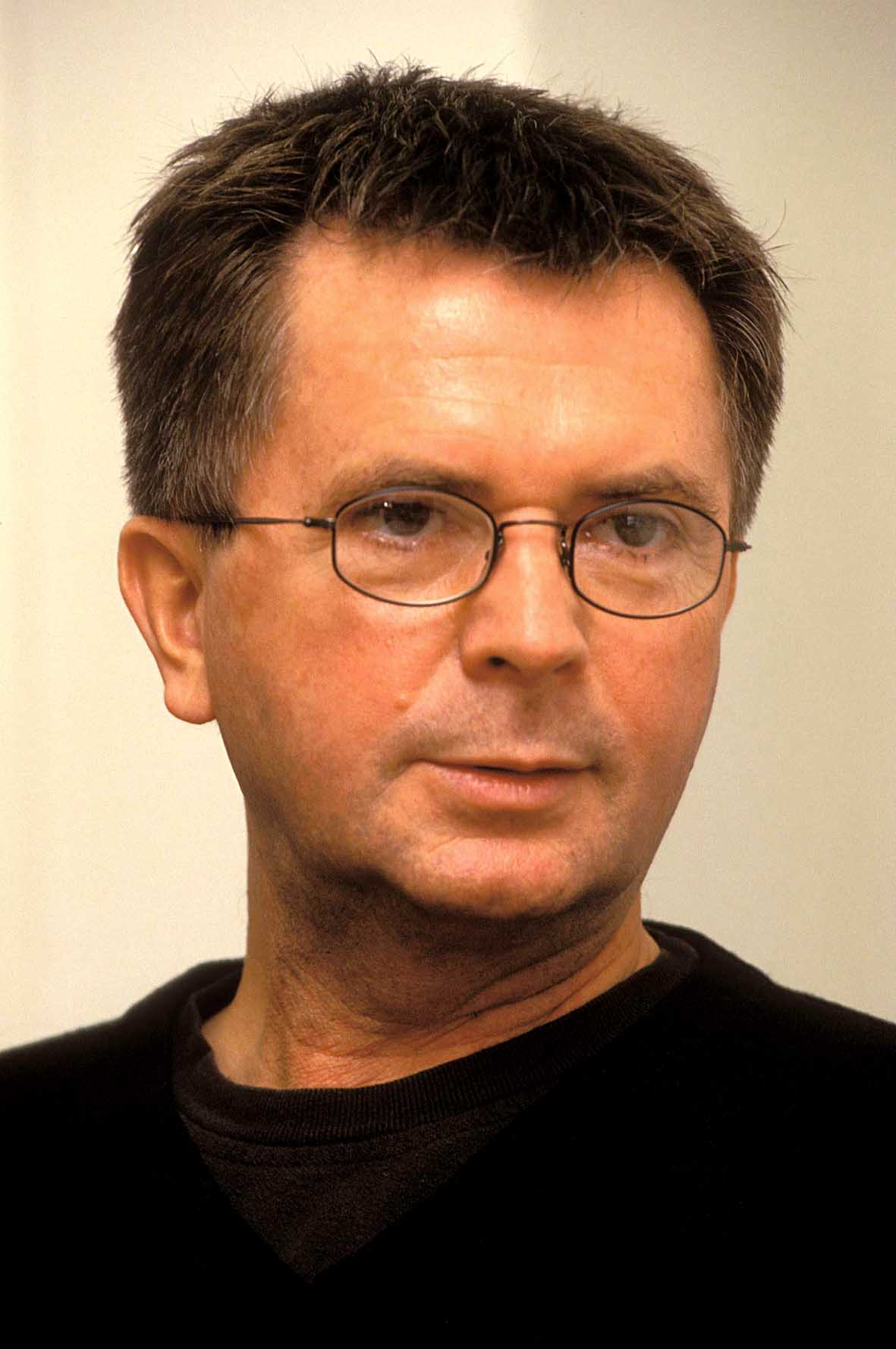
アレクサンデル・ヴォルシュチャン

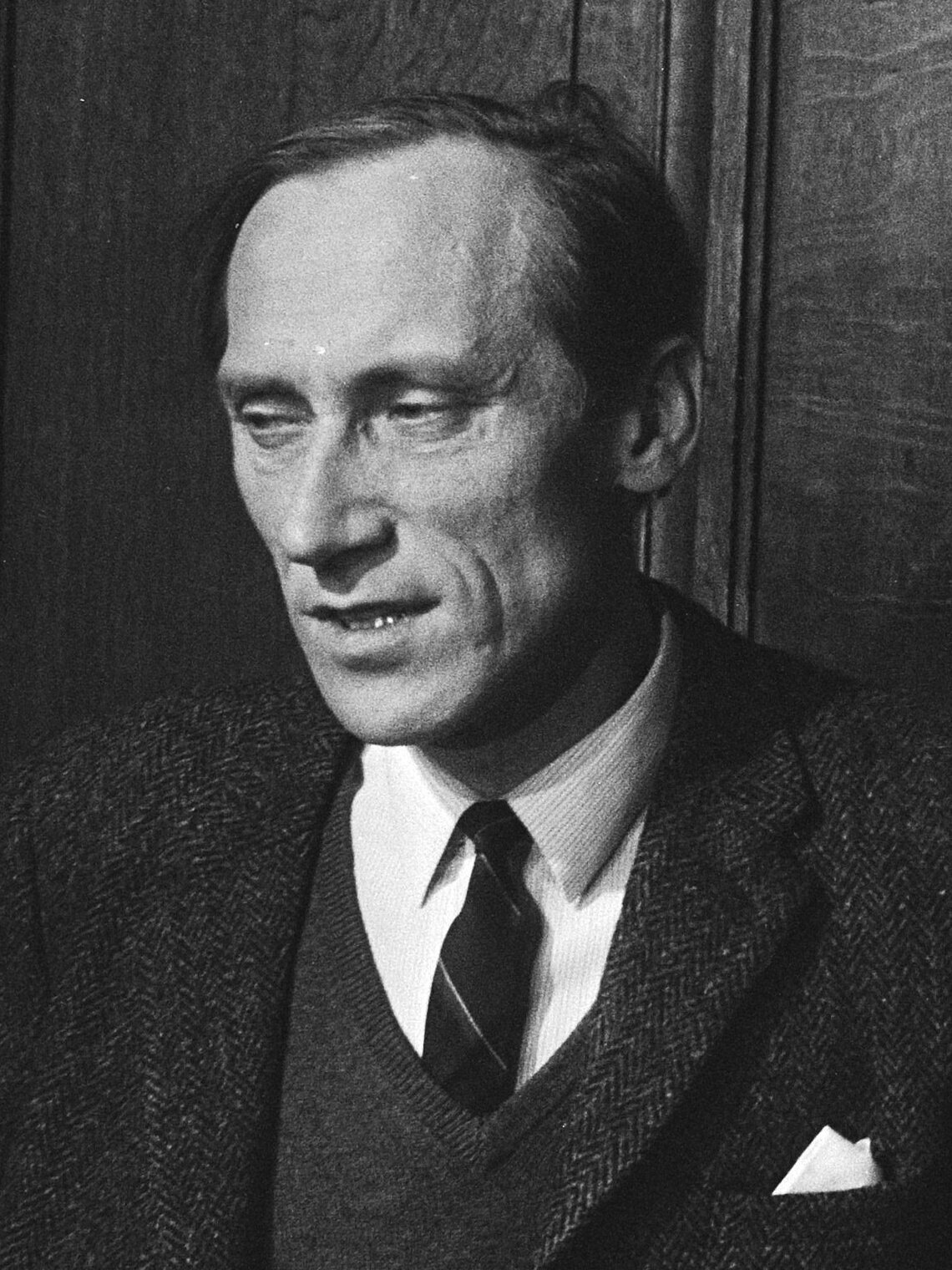
レシェク・コワコフスキ

- Maria Janion
- Franciszek Kokot
- レシェク・コワコフスキ
- ロマン・コズロースキー
- Rafal Ohme
- ボフダン・パチンスキ
- Andrzej Schinzel
- Andrzej Trautman
- アレクサンデル・ヴォルシュチャン

## 外国のメンバー

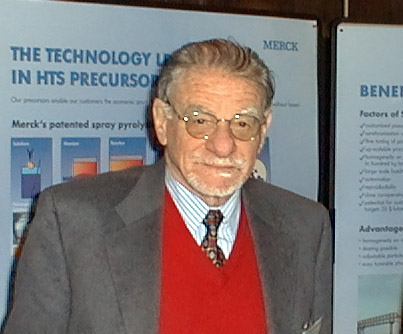
カール・アレクサンダー・ミュラー

- オーゲ・ニールス・ボーア
- カール・アレクサンダー・ミュラー
- ロジャー・ペンローズ
- カルロ・ルビア
- Boleslaw Szymanski
- 楊振寧
- George Zarnecki

## 刊行物
- Acta Arithmetica
- Acta Ornithologica
- Acta Palaeontologica Polonica
- Acta Physica Polonica
- Archaeologia Polona
- Fundamenta Mathematicae